# Ingrid Halseth
Ingrid Halseth (1969) è un'ex sciatrice alpina norvegese.

## Biografia
Specialista delle prove veloci, la Halseth vinse la medaglia d'argento nella discesa libera ai Campionati norvegesi 1989; non prese parte a rassegne olimpiche né ottenne piazzamenti in Coppa del Mondo o ai Campionati mondiali.

## Palmarès

### Campionati norvegesi
- 1 medaglia (dati dalla stagione 1988-1989):
  - 1 argento (discesa libera[senza fonte] nel 1989)